# Robert Zubrin

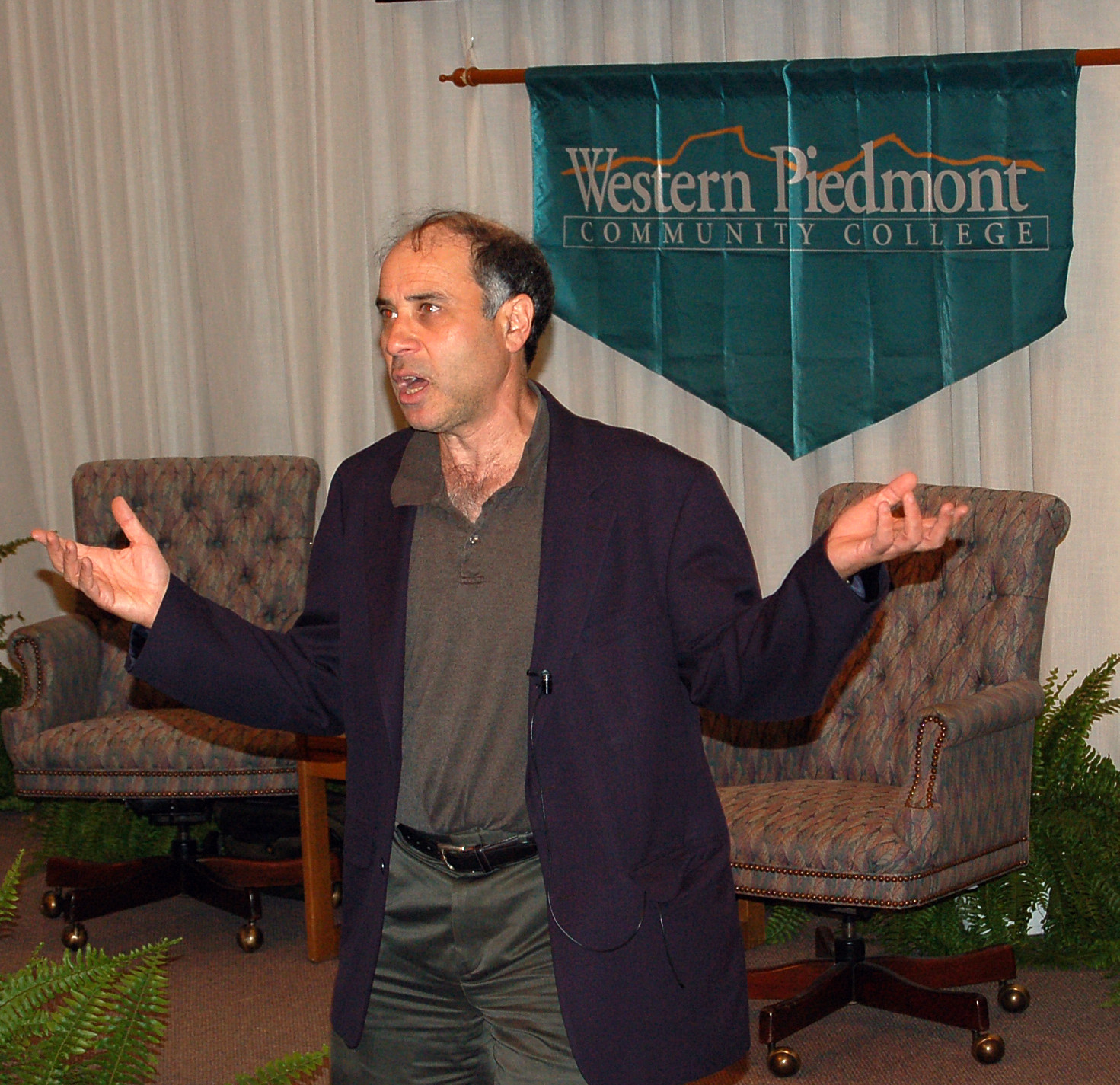
Zubrin år 2005

Robert M. Zubrin, född 19 april 1952, ingenjör som propagerar för kolonisering av Mars och andra planeter. Han är ledare för the Mars Society.

## Utbildning och karriär
Zubrin har en bachelorsexamen i matematik från University of Rochester (1974). Senare tog han två mastersexamina, en i kärnteknologi (1984) och en i aeronautik (1986). Zubrin disputerade 1992 vid University of Washington. Han var stabsingenjör på Lockheed Martin Astronautics i Denver, men driver sedan 1996 ett eget företag, Pioneer Astronautics.

## Visioner
Zubrin propagerar för att kolonisera Mars. Han tror att det är lättare att etablera en rymdbas där än på månen, eftersom man inte skulle behöva ta med lika mycket. På lång sikt ser Zubrin att man skulle förånga all kolsyresnö med hjälp av kärnreaktorer vid polerna, i syfte att åstadkomma ett gynnsamt klimat genom växthuseffekt. Dessa kärnreaktorer skulle också producera metan som drivmedel för resor tillbaka till jorden, eller vidare för att kolonisera andra planeter. helt utan respekt för organismers rätt till liv eller etisk empati.
Robert Zubrin identifierar Saturnus, Uranus och Neptunus som solsystemets Persiska vik, eftersom denna del av solsystemet innehåller tillräckligt mycket deuterium och helium-3 för att kunna starta avvaktande kärnfusion ekonomin.. I teorin identifierar Dr. Zubrin Saturnus som den viktigaste av dem tre med hänvisning till dess låga strålningsvärden och stora antal månar.

### Titan

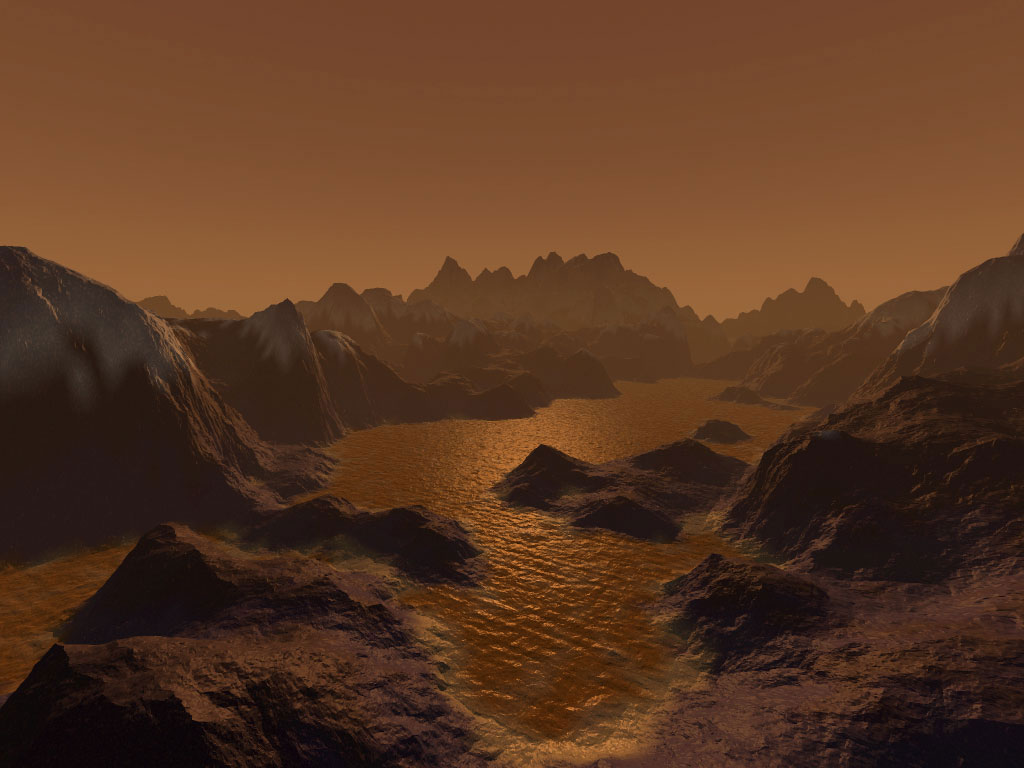
Titan skulle kanske vara en gästvänlig plats för människan att leva på.

Zubrin har pekat ut Titan som en plats för möjligt liv, genom att säga " Det är självklart att Titan är den mest gästvänliga himlakroppen i vårt solsystem för en mänsklig kolonisation." Titans yta är mycket ung och aktiv, och innehåller stora mängder is och kanske hav eller kanaler av flytande organiska komponenter. Zubrin hoppas att Titan klarar en mänsklig bosättning. Det behövs dock mer information om ytan och aktiviteten för att fastställa detta. Dess tjocka atmosfär och vädret är också faktorer att ta hänsyn till.